# Cruzy
Cruzy település Franciaországban, Hérault megyében. Lakosainak száma 954 fő (2022. január 1.). Cruzy Argeliers, Bize-Minervois, Ouveillan, Cébazan, Montouliers, Quarante és Villespassans községekkel határos.

## Népesség
A település népességének változása:
| Lakosok száma | 1059 | 844  | 801  | 944  | 995  | 1000 | 988  | 967  | 960  | 954  |
|               | 1968 | 1982 | 1990 | 2006 | 2013 | 2015 | 2017 | 2019 | 2020 | 2022 |